# Karl Wilhelm Nitzsch

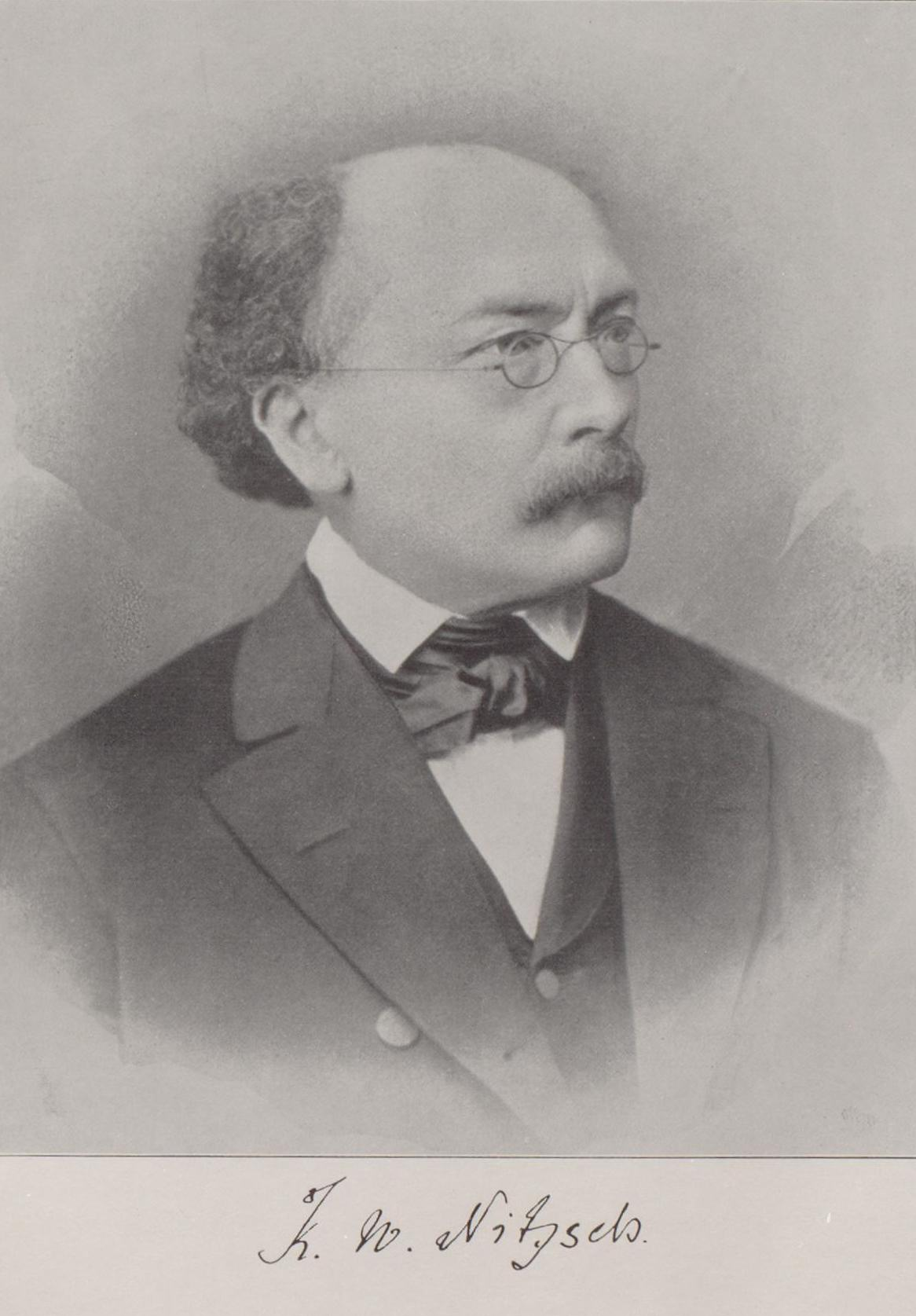
Karl Wilhelm Nitzsch

Karl Wilhelm Nitzsch (* 22. Dezember 1818 in Zerbst/Anhalt; † 20. Juni 1880 in Berlin) war ein deutscher Historiker.

## Leben und Wirken
Der Sohn des bedeutenden Altphilologen Gregor Wilhelm Nitzsch kam mit seinem Vater 1827 nach Kiel und absolvierte bis zu seinem siebzehnten Lebensjahr die Ausbildung an der Kieler Gelehrtenschule. Dem Wunsch seines Vaters folgend besuchte er 1837 das Gymnasium in Wittenberg, wo er sich im Eigenstudium den griechischen und römischen Klassikern widmete. 1839 ging er an die Universität Kiel, wechselte dann an die Universität Berlin und widmete sich unter Leopold von Ranke einem intensiven Studium der Geschichtswissenschaft. Während seines Studiums wurde er Mitglied der Burschenschaft Teutonia zu Kiel.
Nach Kiel zurückgekehrt, wurde er im April 1842 zum Doktor der Philosophie promoviert und unternahm vom Herbst 1842 bis 1843 eine wissenschaftliche Reise nach Italien. Zurückgekehrt nach Kiel habilitierte er sich 1844 als Privatdozent der Geschichte an der Kieler Hochschule, im Herbst 1848 wurde er außerordentlicher und 1858 ordentlicher Professor der Geschichte. 1862 folgte er einem Ruf in gleicher Funktion an die Albertus-Universität Königsberg und 1872 ebenso an die Universität Berlin. In Königsberg fungierte er als Direktor des Historischen Seminars. Wilhelm Maurenbrecher kam durch seine Vermittlung schließlich nach Königsberg. Mit Nitzsch hatte er einen Briefwechsel, der auch gedruckt vorliegt. 1865 schlug die Philosophische Fakultät der Universität Kiel Nitzsch als Nachfolger des früh verstorbenen Wilhelm Junghans vor, doch die preußisch-österreichisch kontrollierte Verwaltung des Herzogtums Holstein lehnte dies ab.
1867 wurde Nitzsch zum korrespondierenden Mitglied der Göttinger Akademie der Wissenschaften und 1878 zum Mitglied der Königlich-Preußischen Akademie der Wissenschaften gewählt. Nitzsch hat umfangreiche Beiträge in den Fachjournalen seiner Zeit hinterlassen. Zudem war er Leiter der Monumenta Germaniae Historica (MGH) und verfasste Beiträge zu August Friedrich Paulys Real-Encyclopädie der classischen Alterthumswissenschaft.
Im Jahre 1849 verheiratete er sich mit Sophie († 1850), der Tochter des Professors der Rechte in Kiel Christian Paulsen (1798–1854). 1855 schloss er mit Marie Patzig aus Greifswald seine zweite Ehe. Aus dieser Ehe stammten zwei Kinder.
Karl Wilhelm Nitzsch starb 1880 im Alter von 61 Jahren in Berlin. Ein Schlaganfall bereitete seinem Leben ein Ende. Er wurde auf dem Alten Zwölf-Apostel-Kirchhof in Schöneberg beigesetzt. Das Grab ist nicht erhalten.

## Schriften
- Polybius. Zur Geschichte antiker Politik und Historiographie. Schwers, Kiel 1842. (Digitalisat).
- Die Gracchen und ihre nächsten Vorgänger. Vier Bücher Römischer Geschichte. Veit, Berlin 1847. (Digitalisat).
- Die römische Annalistik von ihren Anfängen bis auf Valerius Antias. Borntraeger, Berlin 1873. (Digitalisat).
- Geschichte des Deutschen Volkes bis zum Augsburger Religionsfrieden. 3 Bände. Duncker & Humblot, Leipzig 1883–1885. (Digitalisat Band 1), (Band 2), (Band 3).
- Geschichte der römischen Republik. 2 Bände. Duncker & Humblot, Leipzig 1884–1885. (Digitalisat Band 1), (Band 2).